# Philippe Pontet
Pour les articles homonymes, voir Pontet (homonymie).
Philippe Pontet, né le 30 octobre 1942 à Dijon, est un haut fonctionnaire, homme politique, banquier et administrateur français.

## Biographie
Né à Dijon, Philippe Pontet est docteur en droit, diplômé de l'Institut d'études politiques de Paris et ancien élève de l'ENA. Après avoir été membre à partir de 1972 des cabinets ministériels de Valéry Giscard d'Estaing et Norbert Ségard, il est député de la 3e circonscription de l'Eure entre novembre 1980 et mai 1981 en qualité de suppléant de Rémy Montagne, nommé au gouvernement. Il est conseiller général de ce département de 1982 à 1986.
Philippe Pontet a été conseiller maître à la Cour des Comptes, Chairman Europe du groupe HSBC, administrateur d’HSBC-France, président directeur général de la Société de gestion et participations aéronautiques (SOGEPA) et de  SOGEADE (holding regroupant l’actionnariat français du groupe aéronautique européen EADS), ancien président du conseil de surveillance du groupe Areva, président directeur général du groupe Framatome, président directeur général de la Compagnie Financière de Crédit Industriel et Commercial et de l’Union Européenne (Groupe bancaire du CIC).

## Détail des fonctions et des mandats
Mandat parlementaire
- 3 novembre 1980 - 22 mai 1981 : député UDF[2] de la 3e circonscription de l'Eure.

Mandat local
- 1982-1986 : conseiller général de l'Eure (canton de Brionne)[1]